# Arbana Xharra
Arbana Xharra est une journaliste d'investigation kosovare qui a remporté de nombreux prix pour ses reportages ainsi que le prix international Femme de courage 2015 du département d'État américain.